# 樹海温泉
樹海温泉（じゅかいおんせん）は、北海道勇払郡むかわ町にある温泉。

## 泉質
- 塩化物泉（カルシウム・ナトリウム）
  - 源泉温度11.6度

## 温泉施設
- 日帰り入浴施設「樹海温泉はくあ」が存在する。温泉の湯は、2km程離れた砂岩層から自然に湧き出ている冷鉱泉をタンクローリーで運んで、浴用に加熱したものである。

お湯の色は茶褐色、男女ともに露天風呂がある。

## 歴史
- 1999年（平成11年）- 開湯。

## アクセス
- 鉄道 : 日高本線鵡川駅からバスで約60分